# Vuelta a Costa Rica 2019
Fue la 55.ª edición de la competición ciclista Vuelta a Costa Rica (oficialmente: Vuelta Internacional a Costa Rica 2019) se celebró del 16 al 25 de diciembre del 2019, inició en la ciudad de Heredia en la provincia del Heredia y finalizó en la ciudad de Heredia en la provincia de Heredia. El recorrido constó de un total de 11 etapas sobre una distancia de 1192 km.
La carrera formó parte del UCI America Tour 2020 bajo la categoría 2.2. 

## Equipos participantes
Tomaron la partida un total de catorce equipos,
4 son de categoría Continental. Los equipos Canel’s-Specialized de México, EDASA Cycling Team de Nicaragua,
Global Cycling Team de Holanda,
Ópticas Deluxe de Guatemala. 
3 Selecciones Nacionales las cuales son:
Selección Nacional de Perú,
Selección Nacional de Rusia y la Selección Nacional de Ecuador; quienes conformaron un pelotón de 105 ciclistas.
| Equipos                             |
| ----------------------------------- |
| Pollos Don José – Múltiples Corella |
| Truman Team Josefino                |
| Tele Uno – Banco BCT                |
| Team Costafrut – Facturar CR        |
| Scotiabank-Nestlé-Metrica-Giant     |
| Probike – Lufese – VQ Sport         |
| El Colono – Protecto – Amanco       |
| Java Cycling Team                   |

### Equipos Extranjeros
| Equipos                       |
| ----------------------------- |
| Canel's-Specialized           |
| EDASA Cycling Team            |
| Global Cycling Team           |
| Ópticas Deluxe                |
| Selección Nacional de Perú    |
| Selección Nacional de Rusia   |
| Selección Nacional de Ecuador |

## Recorrido[2]
| Etapa | Fecha           | Recorrido                              | Km    | Ganador            | Líder          |
| 1.ª   | 16 de diciembre | Heredia-Cañas                          | 160   | Byron Guamá        | Byron Guamá    |
| 2.ª   | 17 de diciembre | Liberia - Esparza                      | 121   | Reinier Honig      | Byron Guamá    |
| 3a.ª  | 18 de diciembre | Esparza-Jacó                           | 68    | Sergio Arias       | Julio Padilla  |
| 3b.ª  | 18 de diciembre | Parrita -Jaco                          | 46    | Selección de Rusia | Julio Padilla  |
| 4.ª   | 19 de diciembre | Jacó - Pérez Zeledón                   | 142   | Efrén Santos       | Daniel Bonilla |
| 5.ª   | 20 de diciembre | Dominical - Golfito                    | 135,5 | Alaín Quispe       | Daniel Bonilla |
| 6.ª   | 21 de diciembre | Golfito - Pérez Zeledón                | 178   | Nikolay Zhurkin    | Daniel Bonilla |
| 7.ª   | 22 de diciembre | Pérez Zeledón-Pacayas                  | 132   | Harold Lopez       | Daniel Bonilla |
| 8.ª   | 23 de diciembre | Cot-San Juan de Chicuá (Cronoescalada) | 13    | Sebastián Moya     | Daniel Bonilla |
| 9.ª   | 24 de diciembre | San José-Paraíso                       | 97    | Fabricio Quirós    | Daniel Bonilla |
| 10.ª  | 25 de diciembre | Heredia-Heredia                        | 100   | Pablo Alarcón      | Daniel Bonilla |

## Clasificaciones finales

### Clasificación general
| Posición            | Ciclista         | Equipo                              | Tiempo           |
| ------------------- | ---------------- | ----------------------------------- | ---------------- |
| Líder de la general | Daniel Bonilla   | Scotiabank-Nestlé-Metrica-Giant     | 33 h 14 min 06 s |
| 2.º                 | Efrén Santos     | Canel's-Specialized                 | a 51 s           |
| 3.º                 | Luis López       | Ópticas Deluxe                      | a 1 min 49 s     |
| 4.º                 | Reinier Honig    | Team ProCyclingStats.com            | a 4 min 30 s     |
| 5.º                 | Byron Guamá      | Selección Nacional de Ecuador       | a 4 min 34 s     |
| 6.º                 | Sebastián Moyá   | Scotiabank-Nestlé-Metrica-Giant     | a 5 min 28 s     |
| 7.º                 | Fabricio Quiros  | Pollos Don José – Múltiples Corella | a 8 min 49 s     |
| 8.º                 | Evgenii Tikhonin | Selección de Rusia                  | a 10 min 06 s    |
| 9.º                 | Sergio Arias     | Scotiabank-Nestlé-Metrica-Giant     | a 10 min 24 s    |
| 10.º                | Pablo Alarcón    | Coopenae-Economy-Gallo              | a 13 min 57 s    |

### Clasificación por puntos
| Posición         | Ciclista     | Equipo                        | Puntos |
| ---------------- | ------------ | ----------------------------- | ------ |
| Líder por puntos | Byron Guamá  | Selección Nacional de Ecuador | 98     |
| 2.º              | Alaín Quispe | Selección Nacional de Perú    | 88     |
| 3.º              | Luis López   | Ópticas Deluxe                | 88     |

### Clasificación de la montaña
| Posición            | Ciclista         | Equipo                          | Puntos |
| ------------------- | ---------------- | ------------------------------- | ------ |
| Líder de la montaña | Pablo Caicedo    | Seleccion de Ecuador            | 27     |
| 2.º                 | Anthonny Sanchez | Scotiabank-Nestlé-Metrica-Giant | 26     |
| 3.º                 | Sebastían Moya   | Scotiabank-Nestlé-Metrica-Giant | 23     |

### Clasificación sub-23
| Posición            | Ciclista         | Equipo                          | Puntos           |
| ------------------- | ---------------- | ------------------------------- | ---------------- |
| Líder de los sub-23 | Luis López       | Ópticas Deluxe                  | 33 h 15 min 55 s |
| 2.º                 | Sebastián Moya   | Scotiabank-Nestlé-Metrica-Giant | a 3 min 39 s     |
| 3.º                 | Evgenii Tikhonin | Selección de Rusia              | a 8 min 17 s     |

### Clasificación por equipos
| Posición          | Equipo                          | Tiempo |
| ----------------- | ------------------------------- | ------ |
| Líder por equipos | Scotiabank-Nestlé-Metrica-Giant | mt     |
| 2.º               | Ópticas Deluxe                  | a mt   |
| 3.º               | Canel's-Specialized             | a mt   |
| 4.º               | Selección de Ecuador            | a mt   |
| 5.º               | Tele Uno – Banco BCT            | a mt   |

## Evolución de las clasificaciones[3]
| Etapa                   | Ganador de etapa        | Clasificación general | Clasificación por puntos | Clasificación de la montaña | Clasificación de los jóvenes | Clasificación por equipos             |
| ----------------------- | ----------------------- | --------------------- | ------------------------ | --------------------------- | ---------------------------- | ------------------------------------- |
| 1.ª                     | Byron Guamá             | Byron Guamá           | Luis López               | Alexey Limaylla             | Luis López                   | Equipo Ópticas Deluxe                 |
| 2.ª                     | Reinier Honig           | Byron Guamá           | Luis López               | Alexey Limaylla             | Luis López                   | Equipo Ópticas Deluxe                 |
| 3.ª                     | Sergio Arias            | Julio Padilla         | Luis López               | Anthonny Sánchez            | Luis López                   | Equipo Ópticas Deluxe                 |
| 3b.ª                    | Selección de Rusia      | Julio Padilla         | Luis López               | Anthonny Sánchez            | Luis López                   | Equipo Ópticas Deluxe                 |
| 4.ª                     | Efrén Santos            | Daniel Bonilla        | Luis López               | Sebastián Moya              | Luis López                   | Canel's-Specialized                   |
| 5.ª                     | Alaín Rossbel           | Daniel Bonilla        | Julio Padilla            | Sebastián Moya              | Luis López                   | Canel's-Specialized                   |
| 6.ª                     | Nikolay Zhurkin         | Daniel Bonilla        | Julio Padilla            | Sebastián Moya              | Luis López                   | Equipo Ópticas Deluxe                 |
| 7.ª                     | Harold López            | Daniel Bonilla        | Julio Padilla            | Pablo Caicedo               | Luis López                   | Canel's-Specialized                   |
| 8.ª                     | Sebastian Moya          | Daniel Bonilla        | Julio Padilla            | Pablo Caicedo               | Luis López                   | Scotiabank - Nestlé - Métrica - Giant |
| 9.ª                     | Fabricio Quirós         | Daniel Bonilla        | Byron Guamá              | Pablo Caicedo               | Luis López                   | Scotiabank - Nestlé - Métrica - Giant |
| 10.ª                    | Pablo Alarcón           | Daniel Bonilla        | Byron Guamá              | Pablo Caicedo               | Luis López                   | Scotiabank - Nestlé - Métrica - Giant |
| Clasificaciones finales | Clasificaciones finales | Daniel Bonilla        | Byron Guamá              | Pablo Caicedo               | Luis López                   | Scotiabank - Nestlé - Métrica - Giant |